# Phaenoserphus borealis
Phaenoserphus borealis is een vliesvleugelig insect uit de familie van de Proctotrupidae. De wetenschappelijke naam van de soort is voor het eerst geldig gepubliceerd in 1941 door Hellen.